# Reute (Mittelbiberach)
Reute ist ein Dorf, das seit 1974 zur baden-württembergischen Gemeinde Mittelbiberach im Landkreis Biberach gehört.

## Geschichte
Das am Rotbach gelegene Dorf wurde erstmals 1351 urkundlich erwähnt. 1611 starb ein Großteil der Bevölkerung durch die Pest. Von 1804 bis 1973 war Reute eine eigene Schultheißerei, zu der bis 1951 auch Rindenmoos gehörte. Nach dem Zweiten Weltkrieg beantragte Rindenmoos beim Landratsamt in Biberach die Umgemeindung von Reute nach Rißegg. Der damalige Gemeinderat von Reute sprach sich für eine Abfindung aus, wonach Rindenmoos 20 Jahre lang jährlich zwanzig Festmeter Stammholz an die Gemeinde Reute abliefern müsse.
Am 1. Januar 1974 wurde Reute nach Mittelbiberach eingemeindet.

## Kultur und Sehenswürdigkeiten
Das Ortsbild wird durch die katholische Kirche St. Nikolaus geprägt.
Durch das Dorf führt der Oberschwäbische Jakobsweg von Ulm nach Konstanz.